# میچ مردر
میچ مِردِر (انگلیسی: Mitch Murder) تهیه‌کننده موسیقی و موسیقی‌دان سبک سینث‌ویو است. وی از سال ۲۰۰۹ میلادی تاکنون مشغول فعالیت بوده‌است.